# Gas Gas
Gas Gas — це іспанський виробник мотоциклів, заснований у 1985 році Нарсісом Касасом і Хосепом Пібернатом у Салі, Жирона. Компанія спеціалізується на позашляхових мотоциклах для тріалу та змагань ендуро. Gas Gas був придбаний компанією KTM мотоциклів у 2019 році. Після продажу KTM іспанський виробник мотоциклів Rieju придбав право на виробництво старих позашляхових моделей Gas Gas.

## Історія компанії
У 1973 році Narcìs Casas і Josep Pibernat почали керувати франшизою мотоциклів Bultaco у Салі. Після фінансового закриття фабрики Bultaco в 1979 році Casas і Pibernat почали імпортувати італійські мотоцикли SWM до 1984 року, коли виробник припинив свою діяльність.
Тоді Касас і Пібернат розпочали програму виробництва пробних мотоциклів для продажу у своєму магазині. Компанія Gas Gas почала виробництво мотоциклів для триалу в 1985 році, мотоциклів для ендуро та мотокросу в 1989 році та квадроциклів у 2002 році. Назва Gas Gas буквально означає «газувати» (розганятися, дати газ, повернути газ — їхати швидше.) Засновники Gas Gas часом висловлювали побоювання щодо обраної назви, оскільки вона викликає плутанину за межами Іспанії. Інші жартували, що Gas Gas настільки гарні, що їм довелося називати їх двічі. Слоган «Gas Gas = Fast Fast» використовувався американським імпортером GasGas North America у 1999–2002 роках, щоб допомогти людям зрозуміти унікальну назву.
У 2014 році Gas Gas об’єдналася з іспанським виробником мотоциклів Ossa та була придбана Torrot Group у 2015 році. У 2019 році компанія Gas Gas була придбана Pierer Mobility AG із зв’язками з мотоциклами KTM.

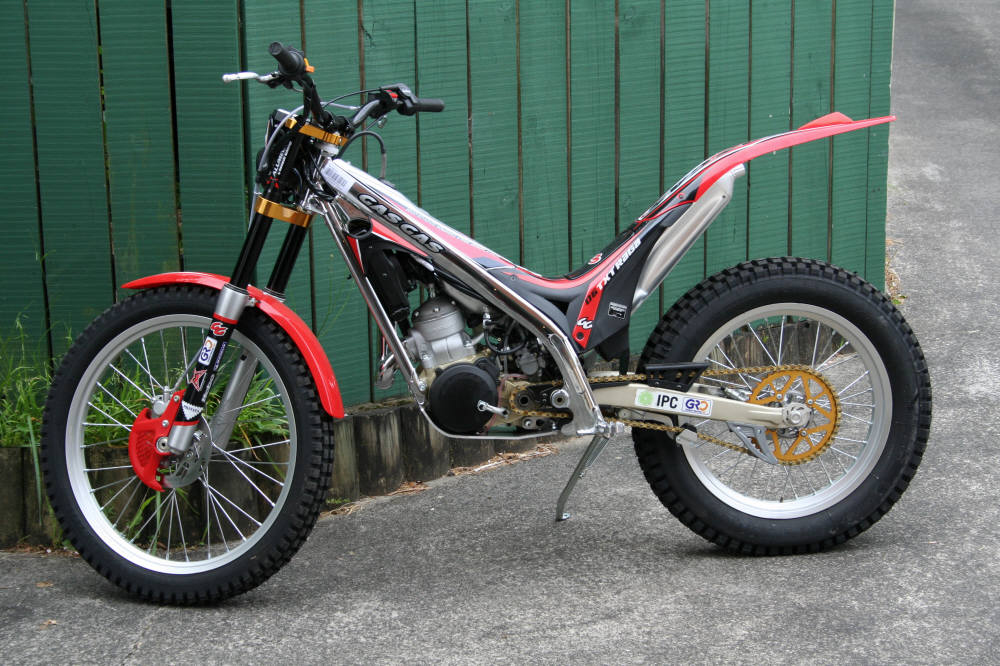
Випробувальний мотоцикл Gas Gas Raga 2006 року випуску

## Імпорт
Газові велосипеди наразі імпортуються в багато країн Європи та всього світу, включаючи Австралію, Нову Зеландію, Канаду, Південну Америку, Південну Африку та Сполучені Штати.

## Моделі

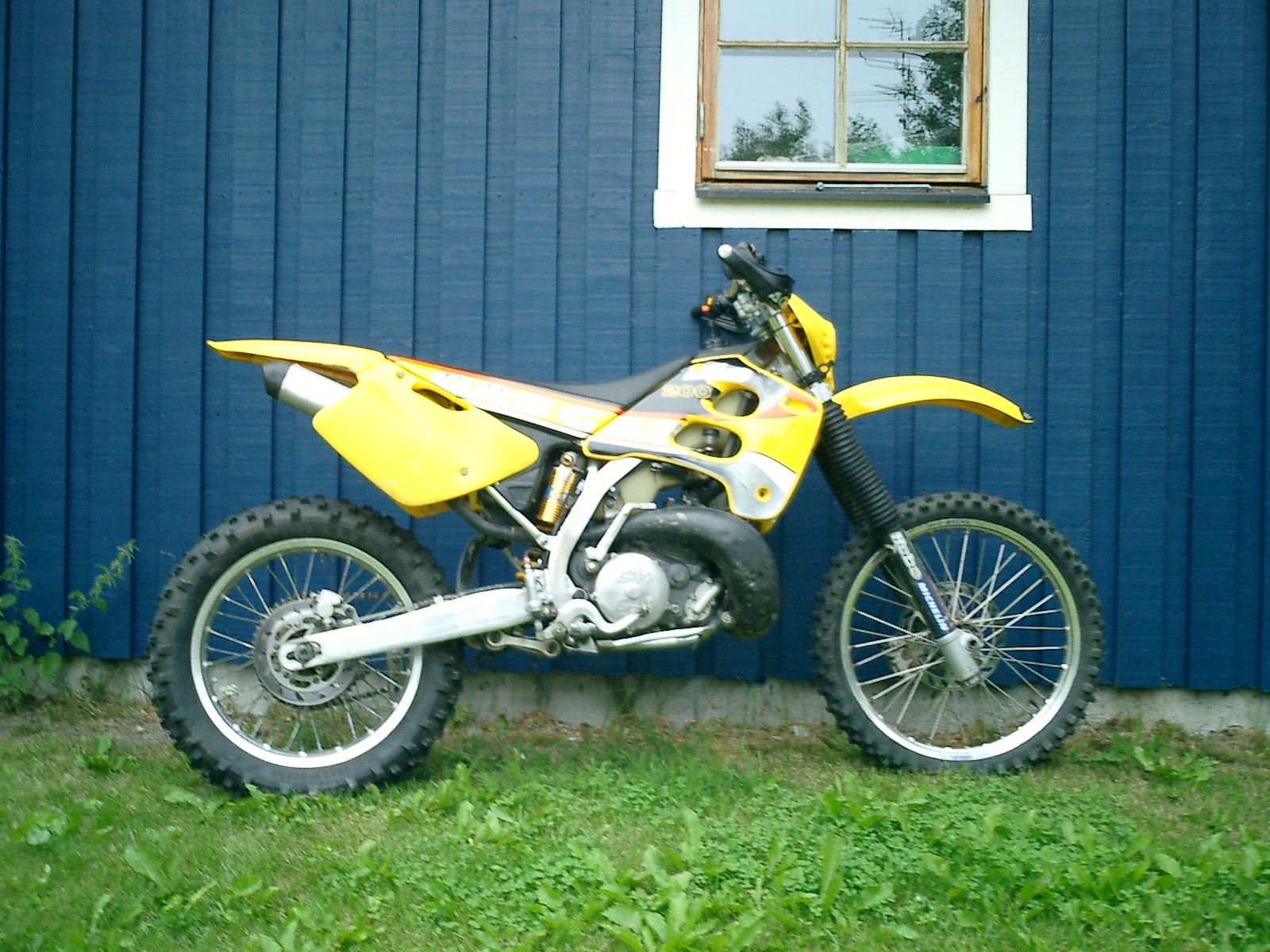
2000 Gas Gas EC 200 мотоцикл Ендуро
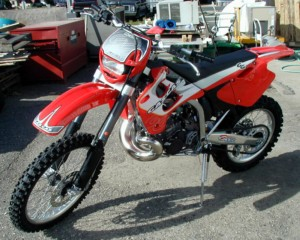
2001 Gas Gas XC 250 Лише для ринку США (XC вироблявся з 1999-2002)
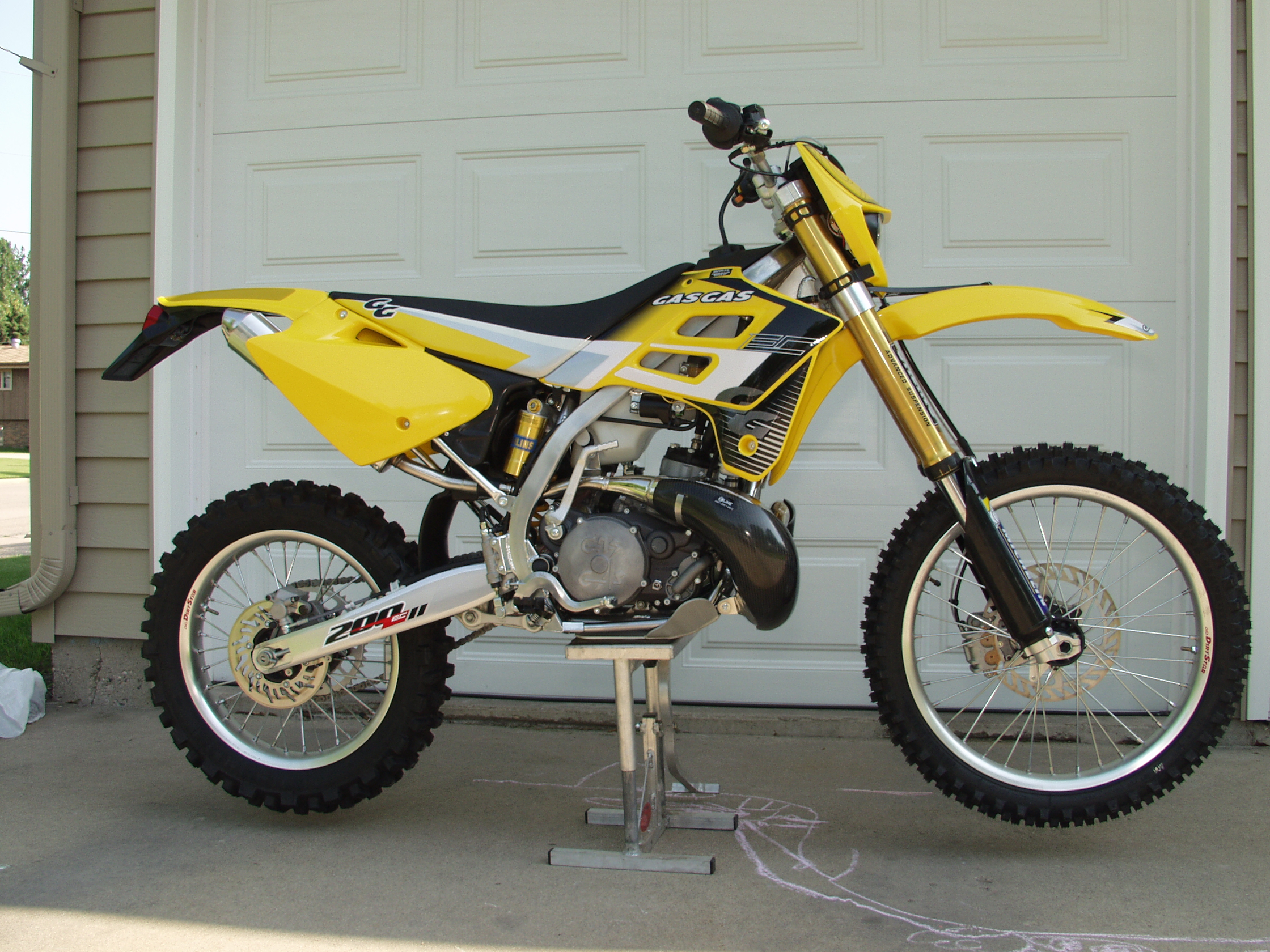
2003 Gas Gas EC 200 з повною підвіскою Ohlins
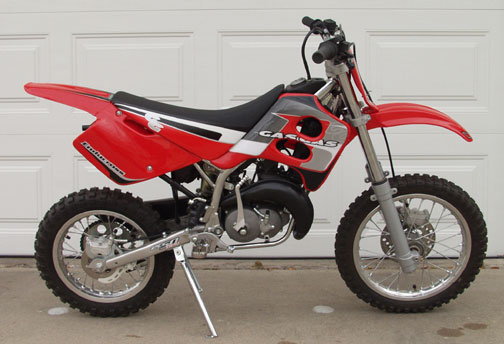
Міні-велосипед Gas Gas EC50 Boy 2003 р.в
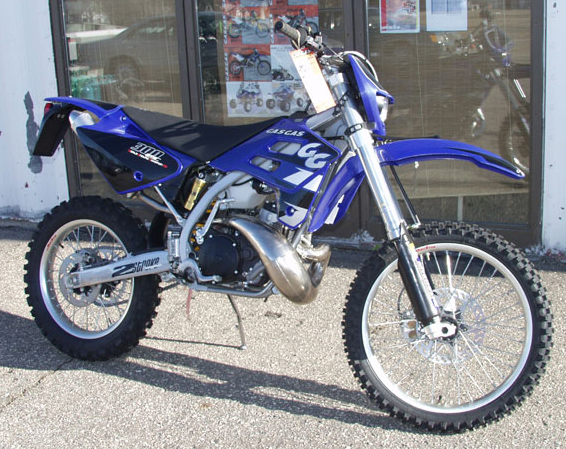
2004 Gas Gas DE 300 Лише для ринку США
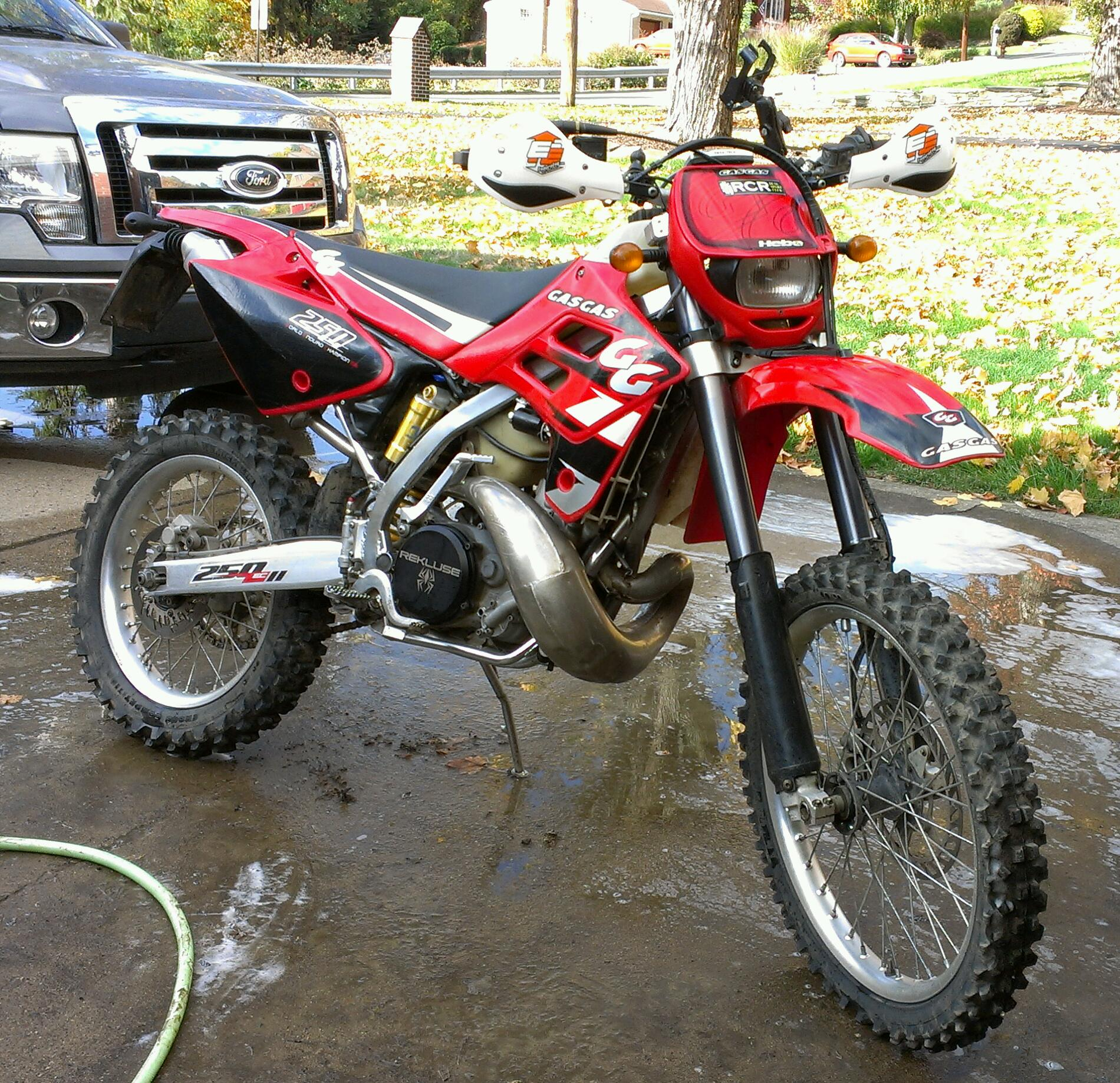
2003 Gas Gas EC 250